# Cyrtopodium parviflorum
Cyrtopodium parviflorum är en orkidéart som beskrevs av John Lindley. Cyrtopodium parviflorum ingår i släktet Cyrtopodium, och familjen orkidéer. Inga underarter finns listade i Catalogue of Life.

## Bildgalleri

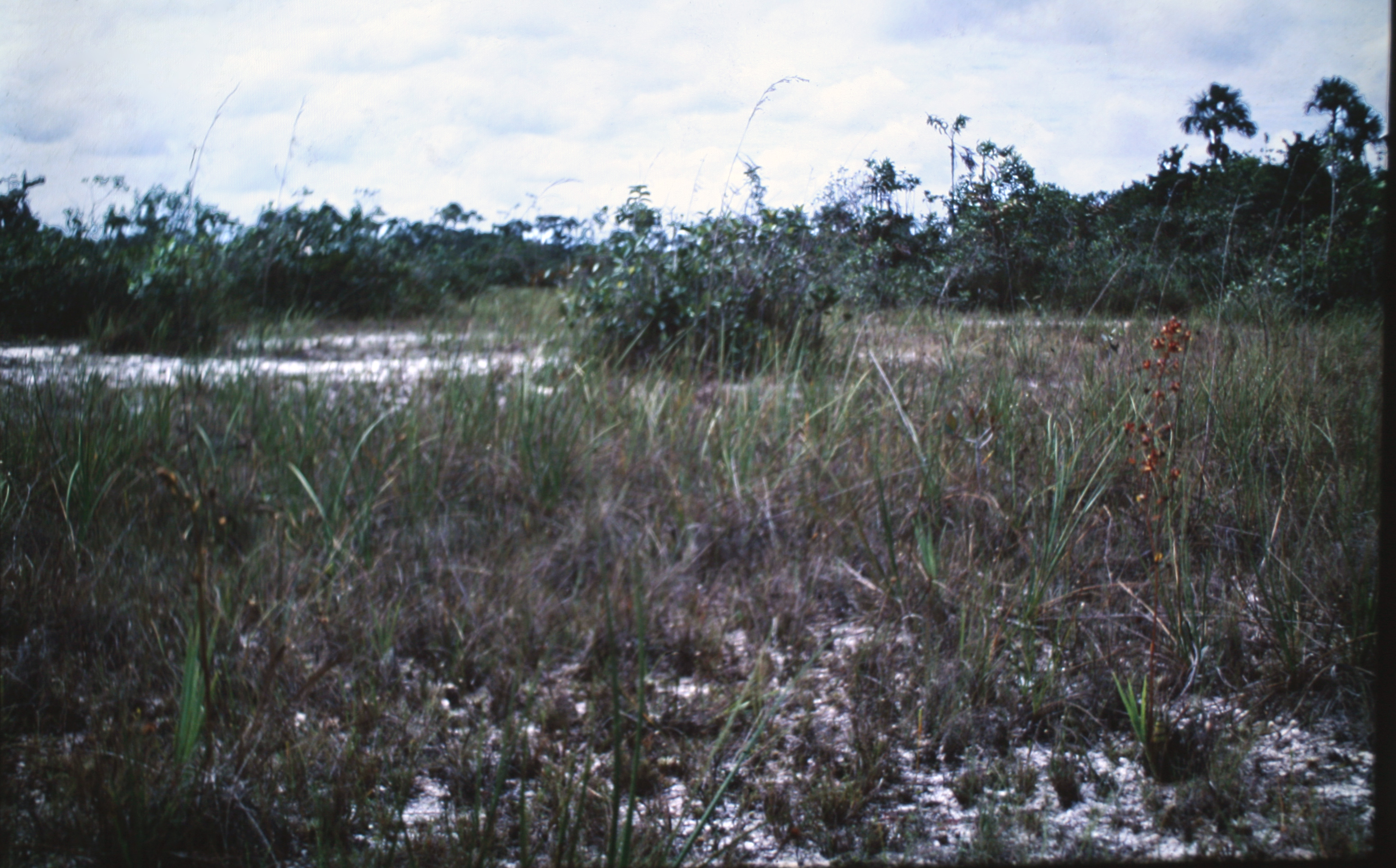
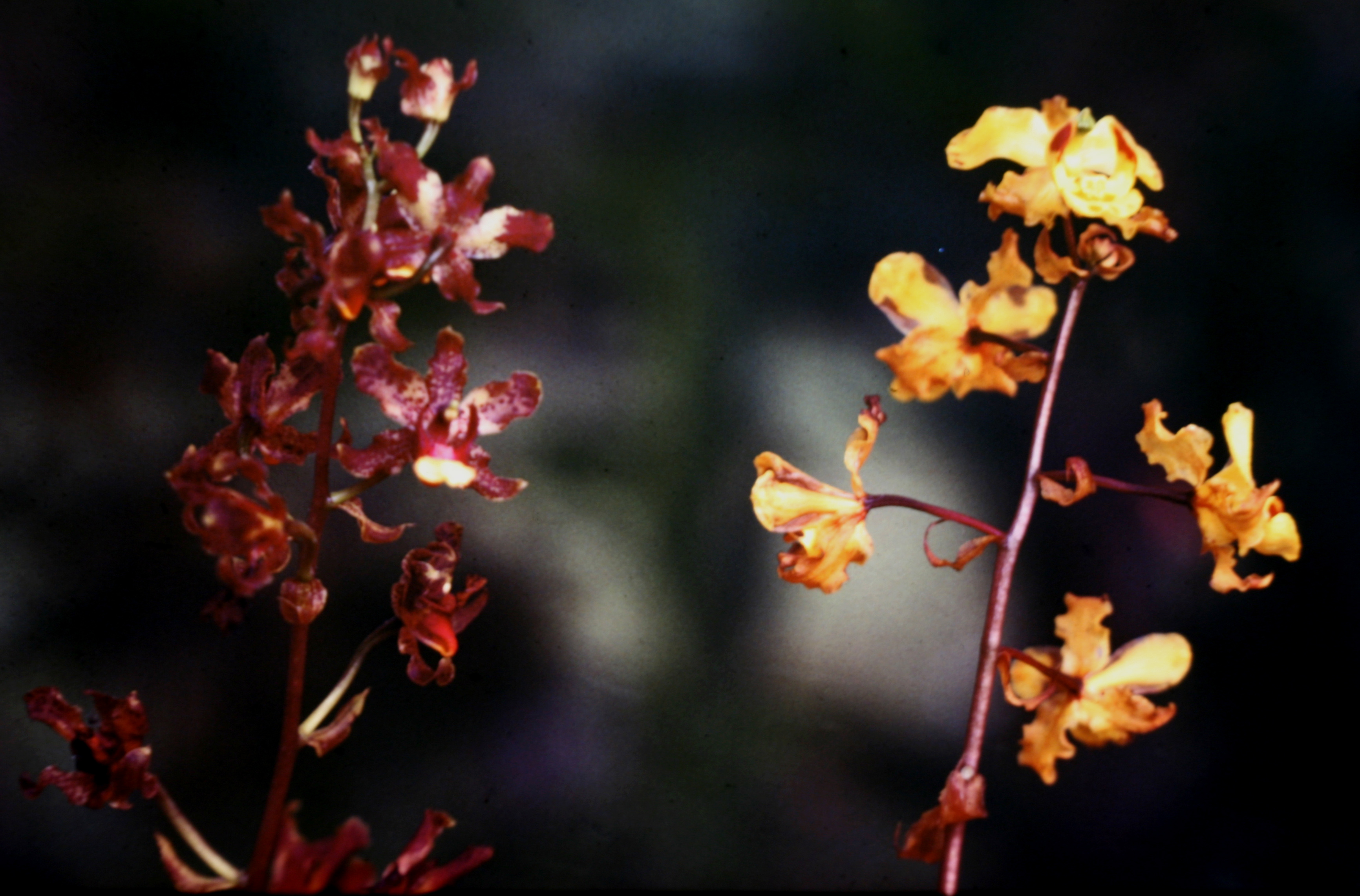
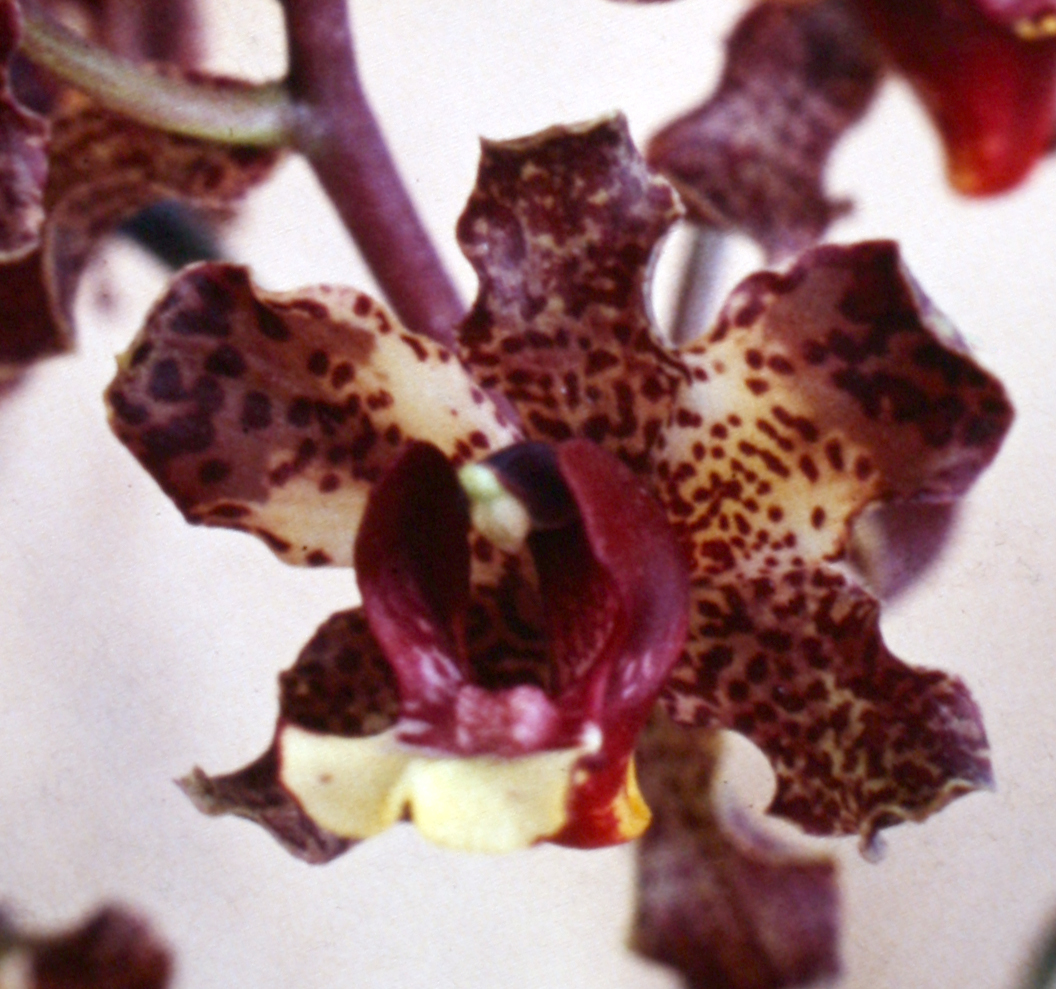
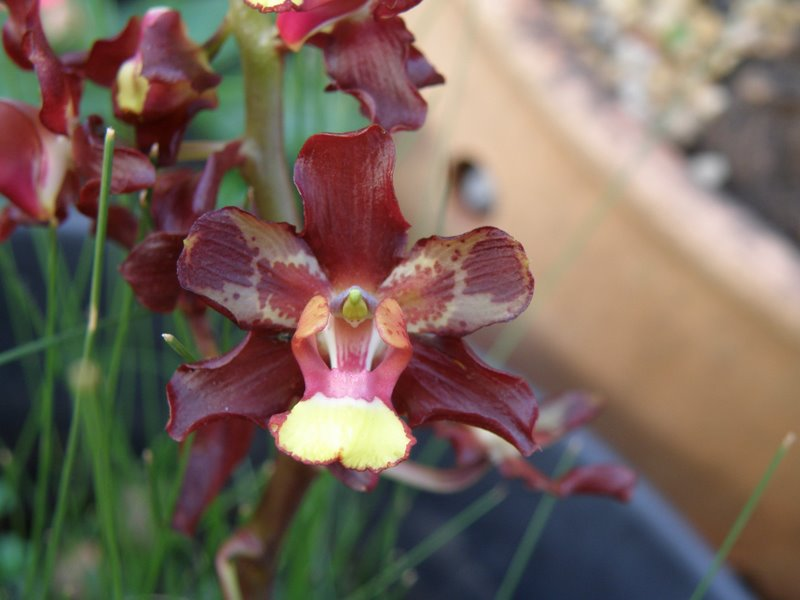
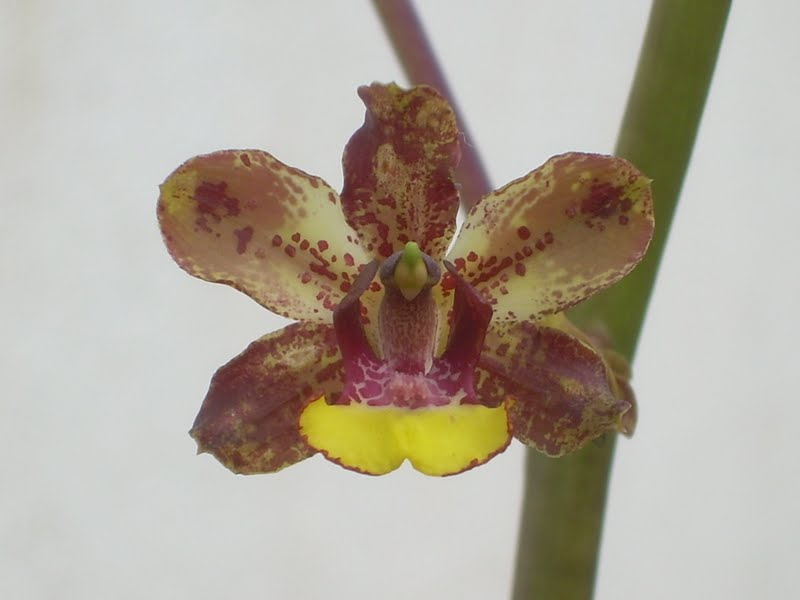